# Хащеве
Хаще́ве — село в Україні, в Губиниській селищній громаді Самарівського району Дніпропетровської області, над річкою Самара. Населення за переписом 2001 року становить 852 особи.

## Географія
Село Хащеве знаходиться на правому березі річки Самара, яка оточує село з 3-х сторін, вище за течією на відстані 4 км розташоване село Вільне, нижче за течією на відстані в 4 км розташоване місто Самар, на протилежному березі — селище Черкаське. Річка в цьому місці звивиста, утворює лимани, стариці і заболочені озера. До села примикає лісовий масив (дуб). Поруч проходить автомобільна дорога М18 (E105).

## Населення

### Мова
Розподіл населення за рідною мовою за даними перепису 2001 року:
| Мова            | Кількість | Відсоток |
| --------------- | --------- | -------- |
| українська      | 768       | 90.14%   |
| російська       | 81        | 9.51%    |
| білоруська      | 2         | 0.23%    |
| інші/не вказали | 1         | 0.12%    |
| Усього          | 852       | 100%     |

## Економіка
- База відпочинку КСК Хащеве
- База відпочинку «Дубрава».
- База відпочинку «Три Ведмеді».
- ФГ «Весна».

## Об'єкти соціальної сфери
- Школа.
- Будинок культури.
- Бібліотека.
- Фельдшерсько-акушерський пункт.

## Пам'ятки
- Зоопарк села Хащеве. В зоопарку мешкають леви, тигри, лами, мавпи, олені, осли, козли, вовки і навіть зубр. Зоопарк розділений на три зони: «Травоїдні», «Озеро з пернатими» і «Хижаки».
- Поблизу села розташовані ботанічні пам'ятки природи місцевого значення Високопродуктивні дубові насадження (ділянка 7) та Високопродуктивні дубові насадження (ділянка 15).